# Kumar Wickramasinghe
H. Kumar Wickramasinghe FRS é um engenheiro eletricista, Nicolaos G. and Sue Curtis Alexopoulos Presidential Chair in Electrical Engineering and Computer Science da Universidade da Califórnia em Irvine.
Graduado pelo King's College de Londres, com um BSc em engenharia eletrônica e elétrica em 1970 e um PhD na University College London em 1974, orientado por Eric Ash.
Recebeu o Joseph F. Keithley Award For Advances in Measurement Science em 2000. Foi eleito membro da Royal Society em 2019.